# Chasmosaurinae
Die Chasmosaurinae (auch Ceratop(s)inae) sind ein Taxon (eine systematische Gruppe) der Dinosaurier. Zusammen mit den Centrosaurinae bilden sie die Gruppe der Ceratopsidae innerhalb der Ceratopsia.

## Merkmale

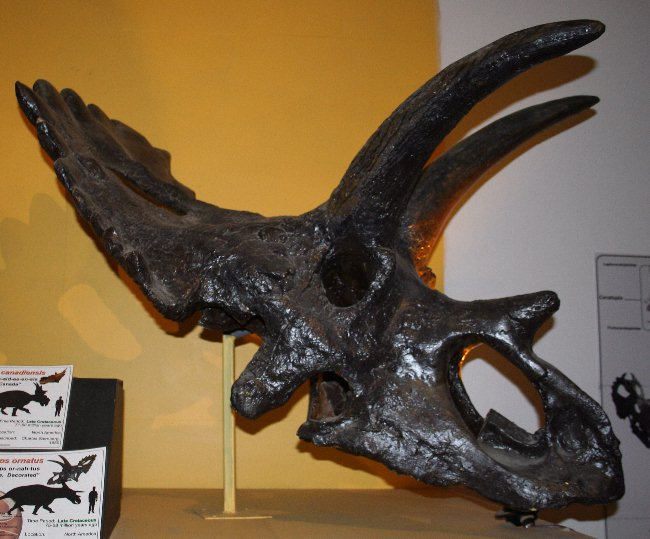
Typisch für die Chasmosaurinae (hier Anchiceratops) waren das kurze Nasenhorn, die langen Überaugenhörner und der verlängerte Nackenschild.

Die Chasmosaurinae bewegten sich wie alle Ceratopsidae quadruped (vierbeinig) fort, wobei die Vorderbeine deutlich kürzer als die Hinterbeine waren. Die Extremitäten waren generell kräftig, der Körper stämmig.
Der Schädel war groß und wuchtig und wies eine zugespitzte Schnauze auf. Diese war wie bei allen Ceratopsia aus dem Rostralknochen (vor dem Oberkiefer) und dem Praedentale (vor dem Unterkiefer) gebildet. Die Bezahnung bestand wie bei allen Ceratopsidae aus Zahnbatterien, das sind in Reihen angeordnete Zähne, die nach Abnutzung durch den nachfolgenden Zahn ersetzt wurden.
Die auffälligsten Unterschiede zu den Centrosaurinae bestanden in den Hörnern und im Nackenschild. Das Nasenhorn war stark verkürzt, im Gegenzug waren die Überaugenhörner deutlich verlängert. Der Nackenschild, der wie bei allen höheren Ceratopsia aus dem Scheitel- und dem Schuppenbein gebildet war, war meistens lang – manchmal bis zu 100 Prozent der eigentlichen Schädellänge – und wies große Öffnungen auf – nur bei Triceratops war er verkürzt und geschlossen.
Die Schädellänge einschließlich des Nackenschildes erreichte bei Pentaceratops und Torosaurus über zwei Meter, das sind die längsten bekannten Schädel unter allen landbewohnenden Tieren. Die knöchernen Strukturen am Rand des Schildes (Epoccipitalia) waren bestenfalls einfache Noppen und keine Stacheln wie bei manchen Centrosaurinae.

## Verbreitung und Systematik

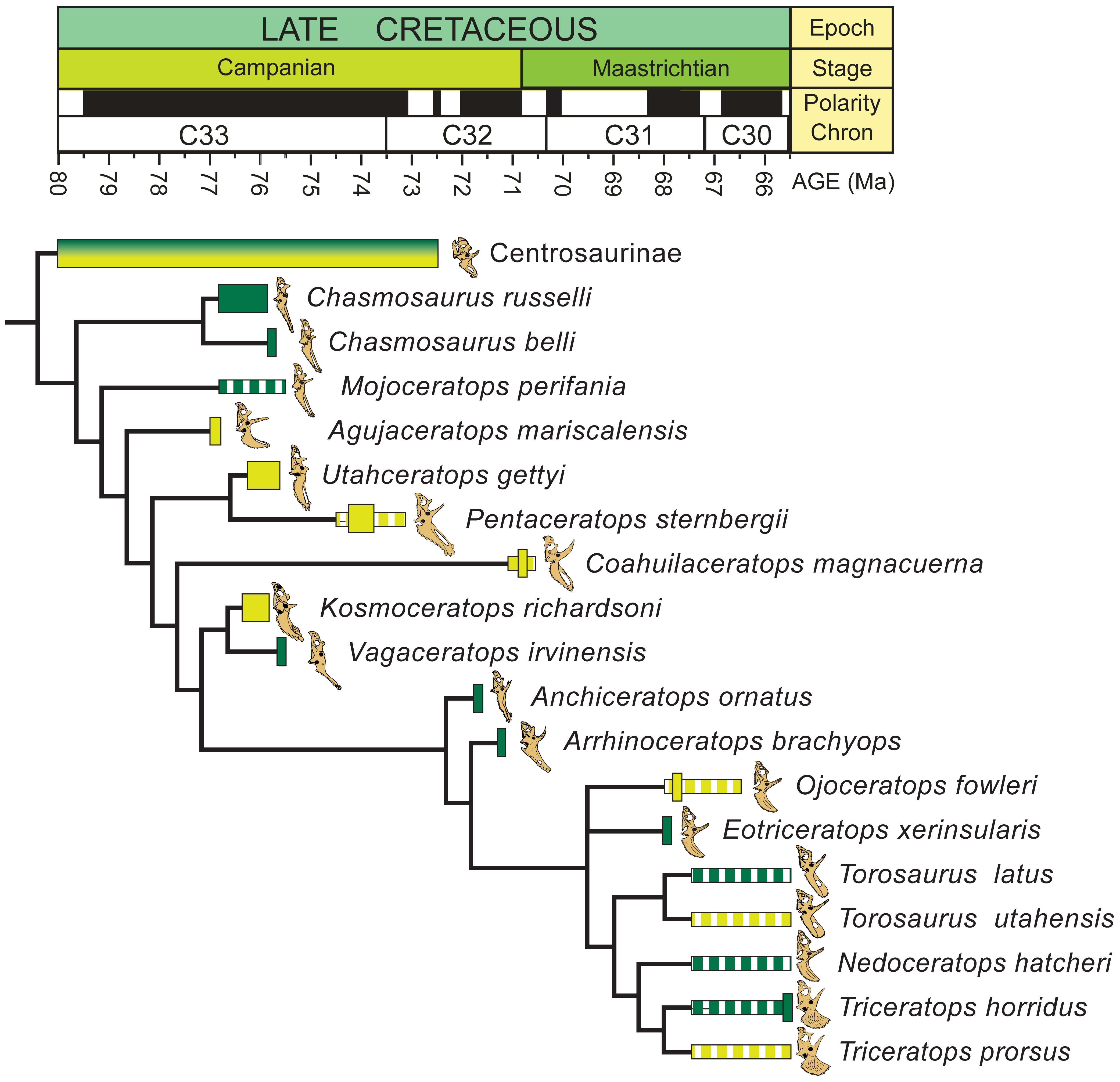
Verwandtschaftsbeziehungen der Chasmosaurinae nach Sampson et al. (2010)

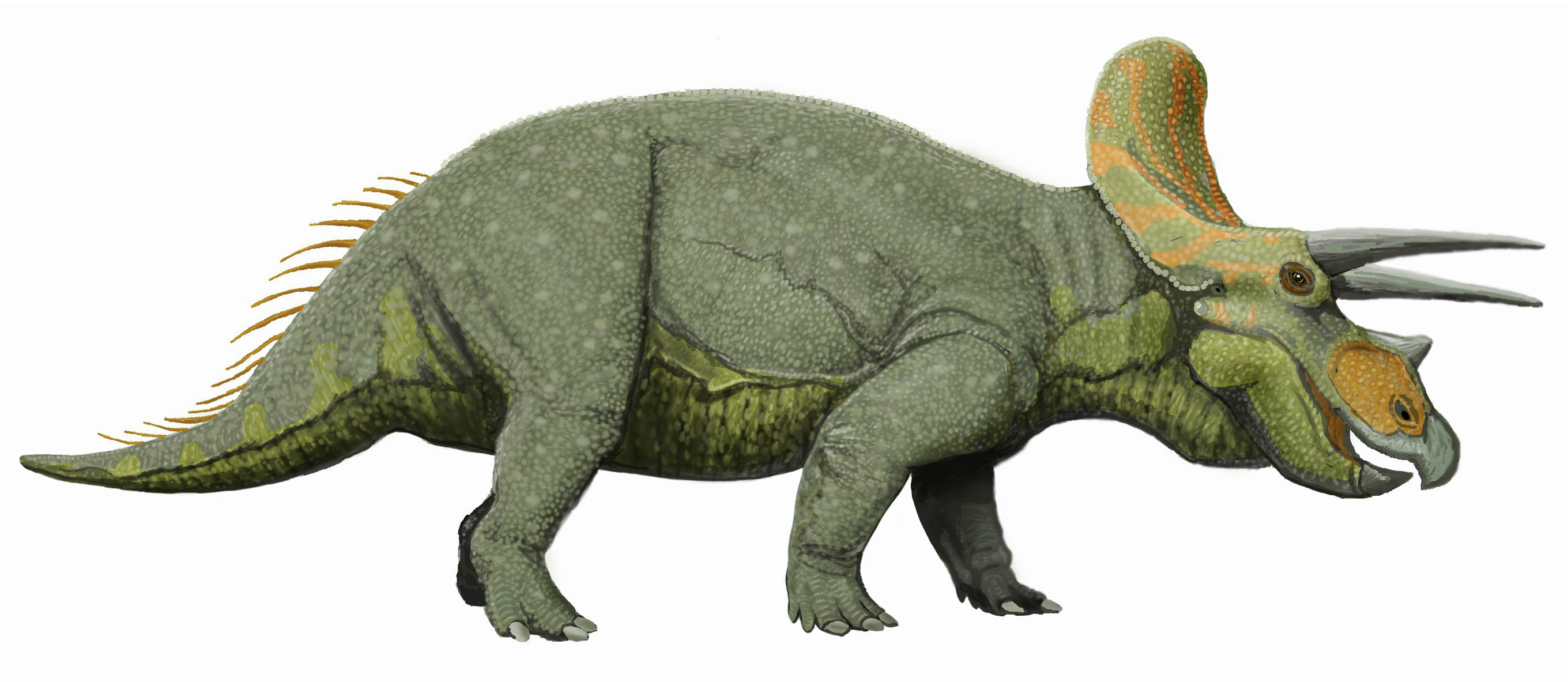
Triceratops

Wie bei allen Ceratopsidae finden sich auch die fossilen Zeugnisse der Chasmosaurinae nur im westlichen Teil Nordamerikas. Der Westen des Kontinents war während des größten Teils der Kreide eine Insel, die als Laramidia bezeichnet wird. Diese Paläoinsel war durch ein flaches Meer, den Western Interior Seaway, isoliert, daher blieben die Ceratopsiden auf Laramidia beschränkt, waren also dort endemisch. Fossile Überreste dieser Dinosauriergruppe sind nur aus der Oberkreide (mittleres Campanium bis Maastrichtium) bekannt und damit etwa 80 bis 66 Millionen Jahre alt.
Folgende Gattungen werden zu den Chasmosaurinae gestellt:
- Agujaceratops
- Anchiceratops
- Arrhinoceratops
- Chasmosaurus
- Coahuilaceratops
- Eotriceratops
- Kosmoceratops[1]
- Medusaceratops[3]
- Mercuriceratops[4]
- Mojoceratops[5]
- Nedoceratops
- Ojoceratops[6]
- Pentaceratops
- Regaliceratops[7]
- Spiclypeus[8]
- Tatankaceratops[9]
- Titanoceratops[10]
- Torosaurus
- Triceratops
- Utahceratops[1]
- Vagaceratops[1]

Da das Material von Ceratops, nach dem die Ceratopsidae benannt werden, zu dürftig für eine genaue systematische Bestimmung ist, benannte Lawrence Lambe diese Gruppe 1915 nach Chasmosaurus. Die Zugehörigkeit von Triceratops zu dieser Gruppe wurde erst später erkannt, da dieser Dinosaurier mit seinem kurzen Nackenschild deutlich von den anderen Mitgliedern abweicht.